# Gregorio Catalán
Gregorio Catalán Valero (Osa de la Vega, 12 de marzo de 1876-ibídem, 6 de septiembre de 1901), conocido como Gregorio Catalán, fue un militar español.
De familia humilde de jornaleros, asistió a la escuela de manera irregular hasta los nueve años, en que tuvo que abandonarla para trabajar en el campo y ayudar a su familia. Cuando se hizo un hombre entró en el ejército. Primero estuvo acantonado en Pamplona (España) y luego participó en sucesivas misiones de represión en las islas Filipinas, que buscaban independizarse. Al empezar la (guerra hispano-estadounidense), se ordenó a Gregorio y sus compañeros la defensa de Baler.
Gregorio Catalán se hizo famoso por su resistencia en el sitio de Baler (localidad del norte de Filipinas) junto a un grupo de soldados que se conocen como Los Últimos de Filipinas. Catalán y sus soldados resistieron hasta el 2 de junio de 1899 (337 días), sin aceptar que la guerra ya había acabado, pues pensaban que las noticias estaban manipuladas por el enemigo.
Gregorio Catalán destacó entre sus compañeros por su hazaña durante el asedio. Tomó una lata de petróleo y, en pleno combate, prendió fuego a los edificios desde donde disparaban los independentistas tagalos. Regresó a la iglesia donde se refugiaban sin ninguna herida.
A su vuelta, en Osa de la Vega, fue recibido como un héroe. Falleció apenas dos años más tarde, de tuberculosis. Más adelante se le hizo una estatua en la plaza, obra en bronce del reconocido escultor Santiago de Santiago.